# A Love Letter to You 2
A Love Letter to You 2 es el segundo mixtape del rapero estadounidense Trippie Redd, siendo lanzado el 6 de octubre de 2017 por TenThousand Projects y Caroline Distribution. Consta de 12 canciones. Es el segundo lanzamiento de la serie A Love Letter to You de Trippie Redd, que comenzó en mayo de 2017. El álbum alcanzó el puesto 34 en el Billboard 200.

## Antecedentes
El mixtape sigue su ejemplo dentro de los cinco meses posteriores al lanzamiento de la primera entrega de la serie A Love Letter to You. Las pistas "In Too Deep", "Woah Woah Woah" y "I Know How to Self Destruct" estuvieron disponibles antes del lanzamiento del mixtape completo. El 11 de septiembre de 2017, Trippie Redd reveló la fecha de lanzamiento y la portada, que es un collage de fotos de su infancia.

## Lista de canciones
| N.º | Título                                               | Producer(s)        | Duración |  |
| 1.  | «Bust Down»                                          | Paris the Producer | 4:05     |  |
| 2.  | «Feel Good» (con Khalil y Cydnee with a C)           | Paris the Producer | 3:20     |  |
| 3.  | «In Too Deep»                                        | Paris the Producer | 3:43     |  |
| 4.  | «Deadman's Wonderland» (con ForeverAntiPop)          | Goose the Guru     | 3:57     |  |
| 5.  | «Woah Woah Woah» (con Bali Baby)                     | Young God          | 3:42     |  |
| 6.  | «Back of My Mind» (con Chris King y Cydnee with a C) | Grey Goon          | 4:46     |  |
| 7.  | «Today» (with UnoTheActivist)                        | Tayo Fetti         | 3:37     |  |
| 8.  | «Hellboy»                                            | Apollo 7ven        | 3:08     |  |
| 9.  | «Back Back Back»                                     | Digital Nas        | 3:59     |  |
| 10. | «Dangerous» (con Rocket Da Goon y Chris King)        | FourtyEight        | 3:47     |  |
| 11. | «Overweight» (con Chris King)                        | DY                 | 3:17     |  |
| 12. | «Overdose on L1fe»                                   | ArnoldIsDead       | 2:04     |  |
| 13. | «I Know How to Self Destruct»                        | Young God          | 1:42     |  |
| 14. | «Let Me Down»                                        | Hollywood Don      | 2:48     |  |

## Posicionamiento en lista
| Lista (2017)                          | Posiciones |
| ------------------------------------- | ---------- |
| US Billboard 200                      | 34         |
| US Independent Albums (Billboard)     | 39         |
| US Top R&B/Hip-Hop Albums (Billboard) | 19         |